# Konoe Nobuhiro
Konoe Nobuhiro (jap. 近衛 信尋; veraltete Umschrift: Konoye Nobuhiro; * 1599; † 1649) war von 1623 bis 1629 Kampaku (Regent) für den Go-Mizunoo-Tennō.

## Lebensweg
Konoe Nobuhiro war der vierte Sohn des Go-Yōzei-Tennō. Der Tennō bestimmte ihn als Erben für den Kalligraphen Konoe Nobutada (近衛 信尹), der ihn adoptierte.
Seine Laufbahn am Kaiserhof begann 1620 mit der direkten Erhebung zum „Kanzler der Linken“ (Sadaijin). 1623 Ernennung zum Kampaku (Regent) für Go-Mizunoo. Eine Stellung, von der er 1629 zurücktrat. Bekannt ist er auch als Maler und Liebhaber der Teezeremonie. 1645 wurde er Mönch unter dem Namen Ōzan (応山).
Sein Sohn Konoe Hisatsugu (近衛 尚嗣) starb 32-jährig als Regent. Von den nachgeborenen Kindern traten zwei in den geistlichen Stand, Kanshun (1648–1682; 寛俊) und eine Tochter, die in den Hokke-ji eintrat. Eine weitere jüngere Tochter heiratete Tokugawa Mitsukuni (徳川 光圀; 1628–1700).

## Quelle
- Berend Wispelwey (Hrsg.): Japanese Biographical Archive. Fiche 167, K.G. Saur, München 2007, ISBN 3-598-34014-1

| Personendaten    | Personendaten |
| ---------------- | --- |
| NAME             | Konoe, Nobuhiro |
| ALTERNATIVNAMEN  | 近衛 信尋 (japanisch); 応山 (japanisch, Ordensname); Ōzan (Ordensname); Ozan (Ordensname); Konoye Nobuhiro (veraltete Umschrift) |
| KURZBESCHREIBUNG | japanischer Regent für den Kaiser von Japan Go-Mizuno-o (1623–1629)                                                              |
| GEBURTSDATUM     | 1599 |
| GEBURTSORT       | Japan |
| STERBEDATUM      | 1649 |